# John Aron
John Aron, all'anagrafe John Michael Heffernan (Walcha, 8 agosto 1934 – Londra, 16 luglio 1994) è stato un tenore australiano.

## Biografia
Nato e cresciuto nel Nuovo Galles del Sud, Aron entrò nel mondo dello spettacolo come cantante e ballerino, prima di essere scelto nel 1963 dall'Australian Opera per interpretare Alfred ne Il pipistrello. Il tenore rimase nella compagnia per cinque anni, durante i quali cantò oltre venti ruoli, tra cui Erik ne L'olandese volante, Goro in Madama Butterfly, Ernesto in Don Pasquale, il Conte d'Almaviva ne Il barbiere di Siviglia e Spoletta nella Tosca con Tito Gobbi come Scarpia ad Adelaide nel 1968. Nel 1968 si trasferì nel Regno Unito e cominciò a cantare per la Scottish Opera, prima di passare dal repertorio operistico a quello delle commedie musicali e musical. Nel 1970 si unì alla Royal Shakespeare Company, con cui cantò nelle tournée britanniche di tre commedie musicali di Ivor Novello: Glamorous Night, Perchance To Dream e Kings Rhapsody. Nel 1974 fece il suo debutto nel West End con il musical Cole, in cui recitava accanto a Julia McKenzie ed Angela Richards, e nello stesso anno recitò nuovamente sulle scene londinese nel musical Joseph and the Amazing Technicolor Dreamcoat di Andrew Lloyd Webber, in cui interpretava Giuda. Nel 1975 recitò all'Her Majesty's Theatre nel musical Thomas and The King, ma lo show ebbe scarso successo e terminò le repliche dopo solo venti rappresentazioni. Intanto, Aron continuò a recitare anche a livello regionale, cantando nei musical The King and I, Waltz Dream, Calamity Jane e Pickwick. 
Nel 1980 tornò a recitare nel West End quando fu scelto da Harold Prince per interpretare Adolfo Pirelli nella prima londinese del musical di Stephen Sondheim Sweeney Todd: The Demon Barber of Fleet Street in scena al Theatre Royal Drury Lane con Sheila Hancock e Denis Quilley. Nel 1983 cantò in Call Me Madame al Victoria Palace Theatre, mentre nel 1985 tornò a interpretare Pirelli in Sweeney Todd, questa volta in una produzione dell'Off West End con Gillian Hanna; nello stesso anno fu ancora nel West End con il musical Gigi, in cui recitava accanto a Beryl Reid e Siân Phillips. Sempre attivo nel mondo dell'opera, agli inizi del 1986 tornò brevemente in Australia per cantare Carmen e La bella Elena alla Queensland Lyric Opera. Nell'ottobre dello stesso anno fu scelto da Andrew Lloyd Webber per originare il ruolo di Ubaldo Piangi nel musical The Phantom of the Opera all'His Majesty's Theatre, per la regia di Harold Prince. Con l'eccezione di una pausa di alcune settimane nel 1989, Aron rimase nel cast del Phantom fino al 1991, interpretando il personaggio di Piangi per quasi cinque anni. 
John Aron morì di cancro a Londra nel 1994.

## Filmografia

### Cinema
- Absolute Beginners, regia di Julien Temple (1986)
- Labyrinth - Dove tutto è possibile (Labyrinth), regia di Jim Henson (1986)

### Televisione
- The Guardians - serie TV, 1 episodio (1971)

## Repertorio (parziale)
| Ruolo            | Titolo                  | Autore    |
| ---------------- | ----------------------- | --------- |
| Dancairo         | Carmen                  | Bizet     |
| Ernesto          | Don Pasquale            | Donizeti  |
| Menelao          | La bella Elena          | Offenbach |
| Goro             | Madama Butterfly        | Puccini   |
| Spoletta         | Tosca                   | Puccini   |
| Conte d'Almaviva | Il barbiere di Siviglia | Rossini   |
| Alfred           | Il pipistrello          | Strauss   |
| Erik             | L'olandese volante      | Wagner    |